# Люсі Городня
Люсі Алесія Городня (англ. Lucy Alesia Horodny; 4 березня 1957) — австралійський політик та еколог українського походження. 
Городня вперше заявила про себе як активістка Товариства дикої пустелі. Вона ввійшла у політику в 1995 році, виступаючи кандидаткою Зелених в Австралійську столичну законодавчу асамблею й одразу ж здобула перемогу на перших виборах, в яких брала участь нова партії. Згодом вона перемогла ліберальну незалежну Гелен Сзуті й зайняла своє місце як одного з двох членів Зелених в Асамблеї, поряд з Керрі Такер.
Одразу після виборів 1995 року Городня й Такер викликали певну суперечку серед частини лівого крила, коли вони підтримували встановлення консервативної Кейт Карнелл на посаді головного міністра — хоча вони часто вступали в сутички з Карнел та її партією в парламенті з питань соціальних та екологічних питань.
Протягом свого терміну в Законодавчій Асамблеї вона була рішучим прихильником екологічних питань як всередині Австралійської столичної території, таких як збереження району Чорної гори (якому загрожувало розширення дороги Гунгалін), так і зовні, як, наприклад, її спроби зберегти екологічно чутливі території дикої природи Тасманії від лісозаготівель і розробки. Вона також виступала за декілька прогресивних питань, наприклад, прагнення легалізувати добровільну евтаназію в АСТ (що лиш частково провалилася). Вона також висловилася проти знесення Королівської лікарні Канберри, вважаючи за краще повторне використання будівель, а пізніше, як тільки знесення стало неминучим, виступила проти вибухового методу ліквідації будівлі з екологічних міркувань. 
Городня усиновила дитину в 1997 році, і незабаром після цього оголосила, що вона візьме річну відпустку та не братиме участі в майбутніх виборах. У Законодавчій Асамблеї її замінив консервативний незалежний Дейв Ругендике.